# Вашкевич, Александр Александрович
Александр Александрович Вашкевич (15 (28) августа 1901 года, м. Беловежа, Пружанский уезд, Гродненская губерния — 22 апреля 1945, гау Саксония, нацистская Германия) — советский и польский военачальник, генерал-майор (11 июля 1945, посмертно), генерал бригады Войска Польского, Герой Советского Союза (26.10.1943).

## Биография
Александр Александрович Вашкевич родился 15 (28) августа 1901 года в местечке Беловежа), ныне селе Беловеж Гайновского повята Подляского воеводства Польши в крестьянской семье. Отец — Александр Федорович Вашкевич, мать — Пелагея Диомидовна Вашкевич. Восприемниками при рождении являлись Александр Матвеевич Колесников, житель Малоархангельского уезда, Орловской губернии, и Мария Степановна Сикорская (девица).
Работал на паровой мельнице.

### Гражданская война
В Красной Армии с 1919 года. Принимал участие в Гражданской войне.
В 1920 году вступил в ряды ВКП(б).

### Межвоенное время
В 1920 году Вашкевич закончил пулемётную, а в 1925 году — Военную пехотную школу. В 1934 году — начальник штаба 211-го стрелкового полка 71-й стрелковой дивизии.

### Великая Отечественная война
С 1943 года принимал участие в боях на фронтах Великой Отечественной войны.
793-й стрелковый полк (213-я стрелковая дивизия, 7-я гвардейская армия) под командованием подполковника Александра Вашкевича в ночь на 27 сентября 1943 года форсировал реку Днепр в районе села Днепровокаменка (Верхнеднепровский район, Днепропетровская область), где без потерь закрепился на плацдарме, а вскоре успешно развил наступление.
Указом Президиума Верховного Совета СССР от 26 октября 1943 года за умелое командование стрелковым полком, образцовое выполнение боевых заданий командования на фронте борьбы с немецко-фашистскими захватчиками и проявленные при этом мужество и героизм подполковнику Александру Александровичу Вашкевичу присвоено звание Героя Советского Союза с вручением ордена Ленина и медали «Золотая Звезда» (№ 1480).
До 23 июля 1944 года полковник Александр Александрович Вашкевич командовал 797-м стрелковым полком 232-й Сумско-Киевской стрелковой дивизии, а вскоре был назначен на должность командира 5-й пехотной дивизии Войска Польского.
3 ноября 1944 года Вашкевичу было присвоено воинское звание «генерал бригады» Войска Польского.
В апреле 1945 года в ходе Баутцен-Вайсенбергского сражения дивизия несла тяжёлые потери. 21 апреля 1945 года в ходе контратаки немецких войск штаб дивизии был окружён в селе Тауэр, Вашкевич был тяжело ранен и захвачен в плен. Его дальнейшая судьба остается неизвестной; скорее всего, он был допрошен и убит на следующий день. Его зверски изуродованный труп был обнаружен в лесу в районе Гёрлиц только 4 мая 1945 года. Он был похоронен с воинскими почестями в Уяздовском парке, а впоследствии перезахоронен на варшавском военном кладбище.
11 июля 1945 года А. А. Вашкевичу посмертно присвоено воинское звание «генерал-майор».

## Награды
- Медаль «Золотая Звезда» (26.10.1943);
- Два ордена Ленина (26.10.1943, 21.02.1945);
- Два ордена Красного Знамени (26.07.1943, 03.11.1944);
- Орден Отечественной войны 1-й степени (09.06.1945);
- Иностранные ордена.

## Память
- В честь А. А. Вашкевича были названы Офицерская автомобильная школа и Высшая офицерская автомобильная школа[пол.], существовавшие с 1945 по 1990 годы в Польше, а также улица в деревне Беловеж.